# Église Saint-Romain de Réal
Pour les articles homonymes, voir église Saint-Romain.
L'église Saint-Romain de Réal est une église romane située à Réal, dans le département français des Pyrénées-Orientales.

## Situation

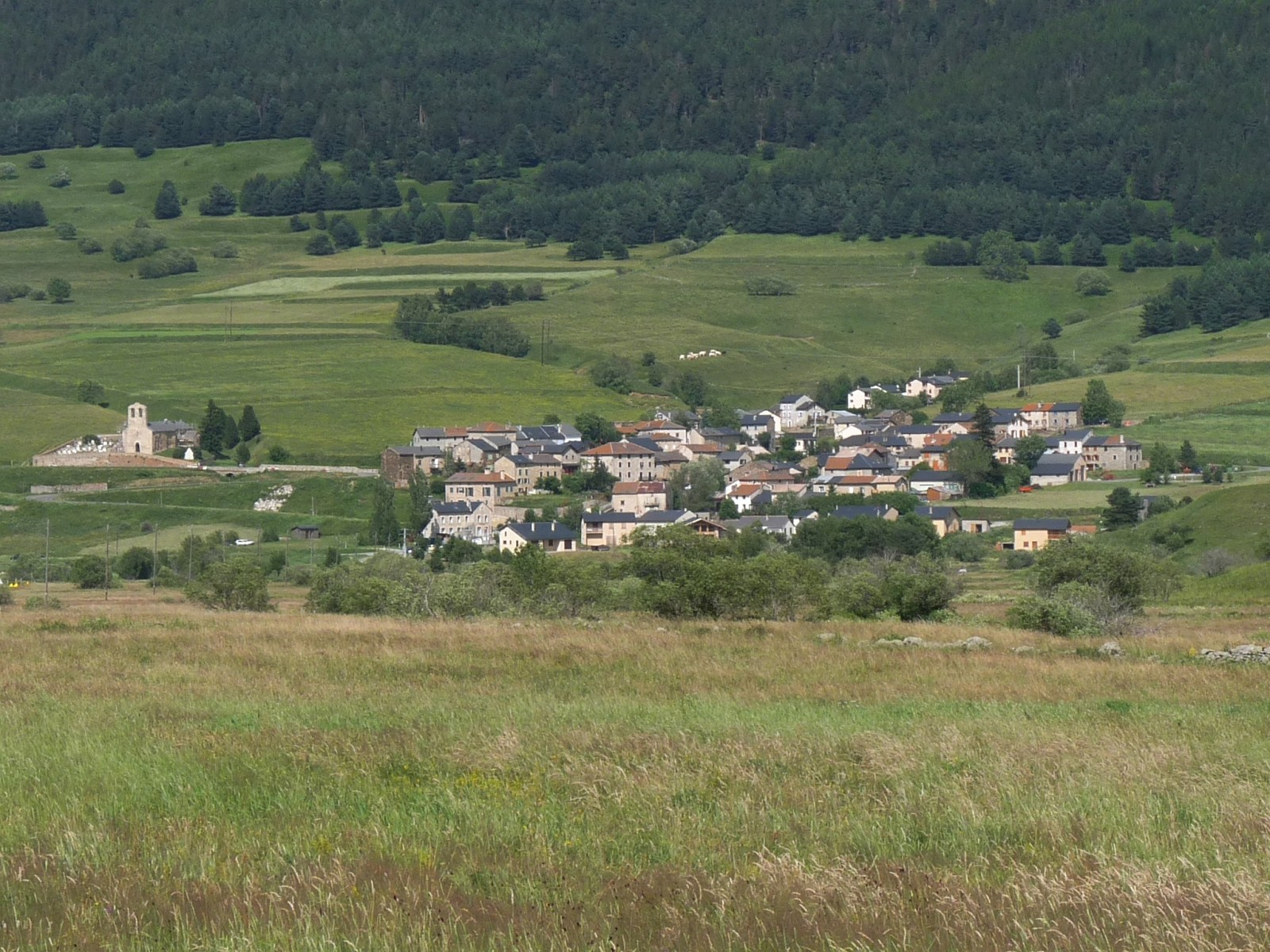
Vue du village de Réal. L'église Saint-Romain se trouve quelques dizaines de mètres à l'écart, sur la gauche de la photo.
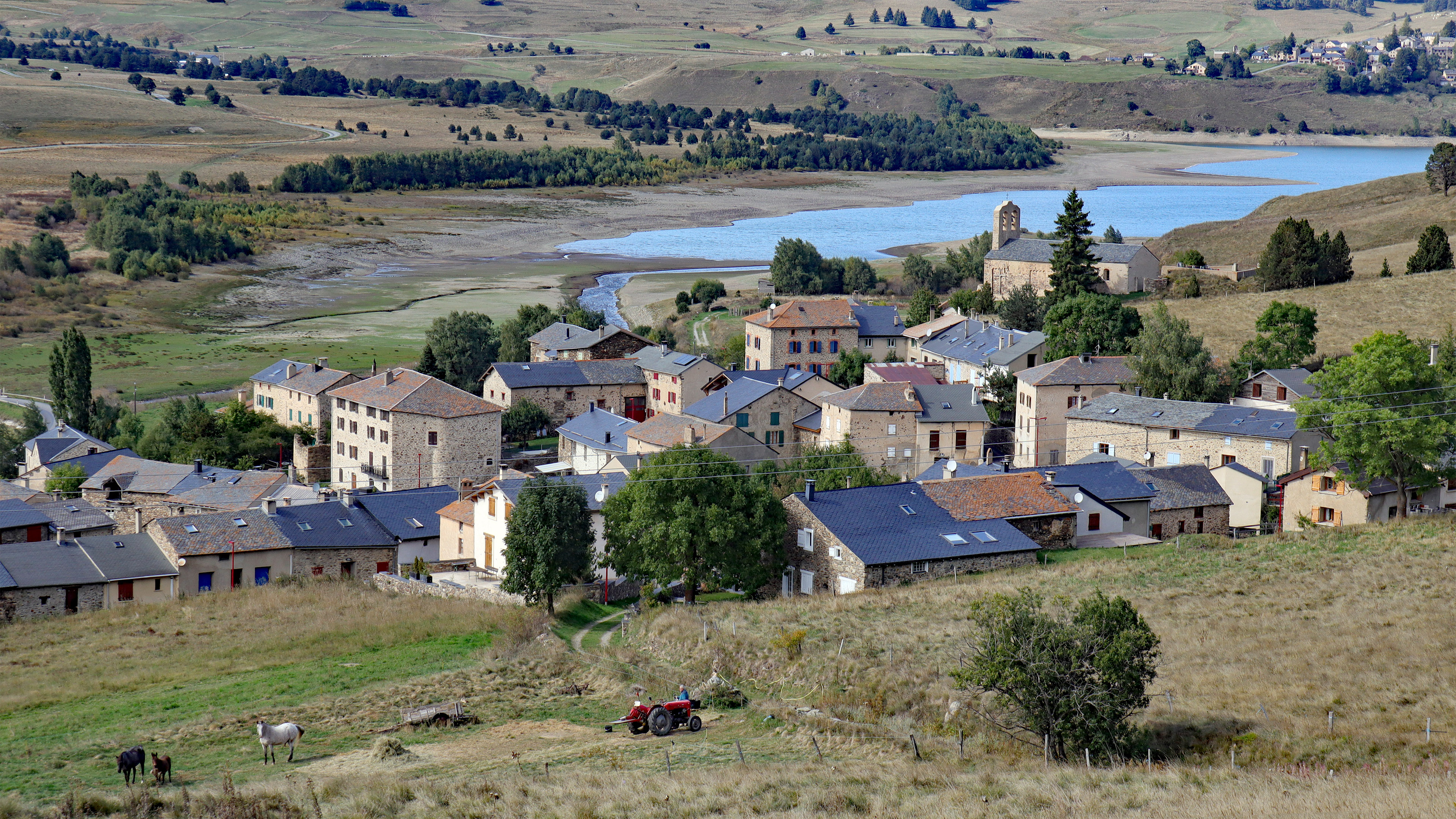
Le village de réal au bord du lac de Puyvalador.

## Histoire
L'église Saint-Romain est probablement bâtie au XIe siècle. Elle est mentionnée pour la première fois dans un document de 1286. Au XVIIIe siècle, elle est profondément remaniée et agrandie.

## Architecture et mobilier
L'église est munie d'un clocher-mur. De l'église romane primitive ne subsistent que le mur sud de la nef et celui du chevet.

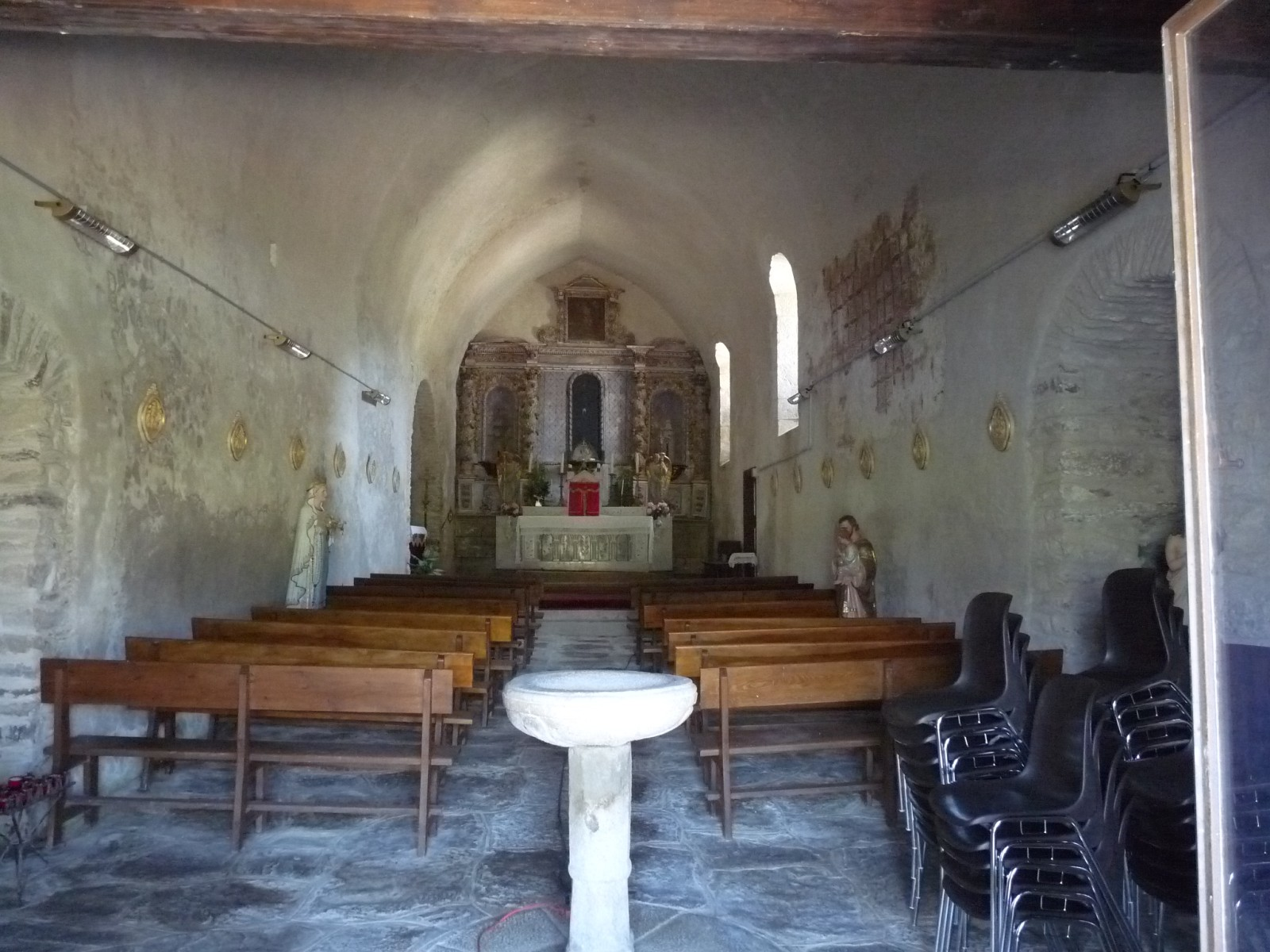
L'intérieur de l'église en juillet 2013.
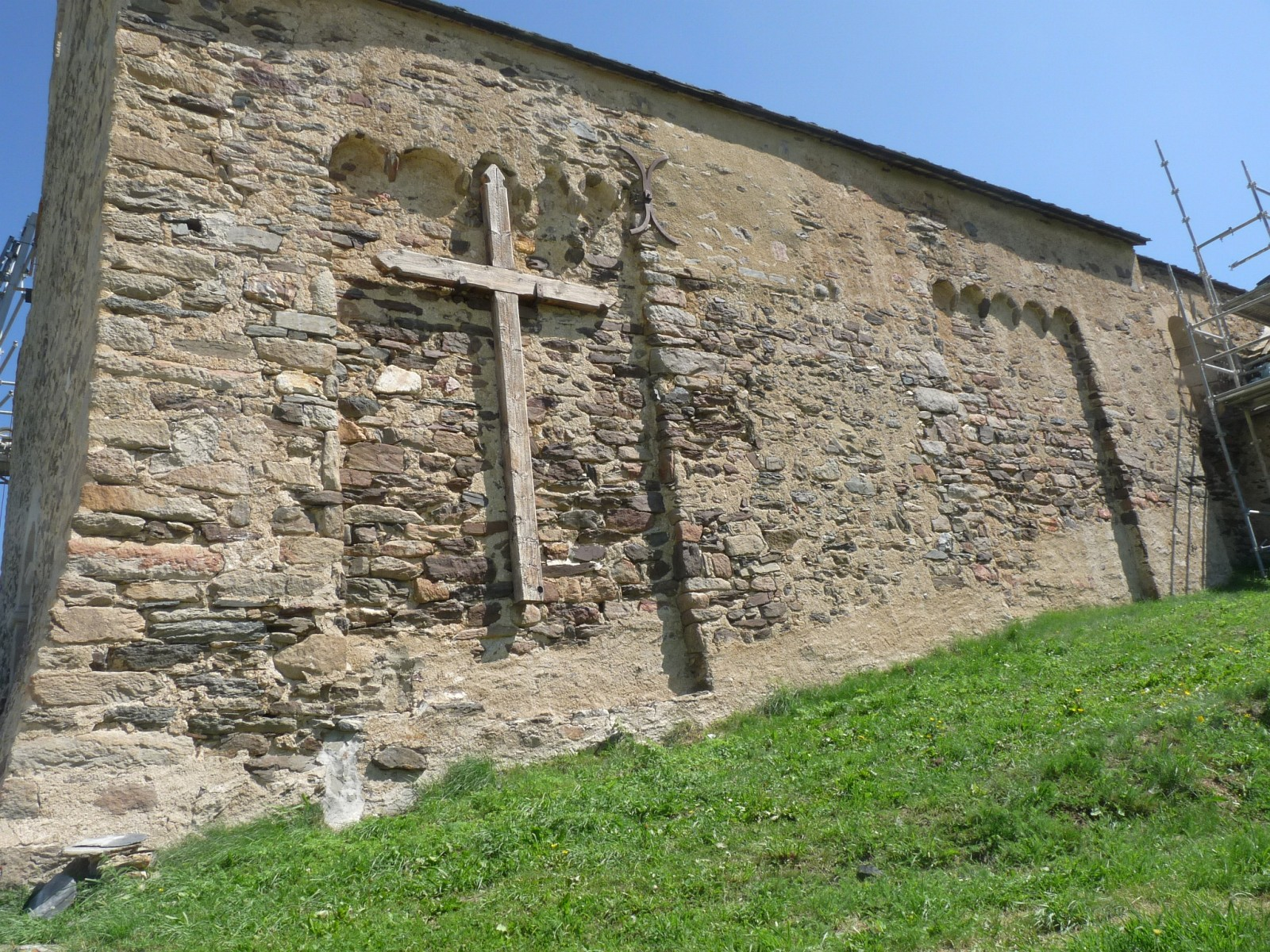
Mur méridional de la nef. On peut y voir deux groupes de cinq arcatures.
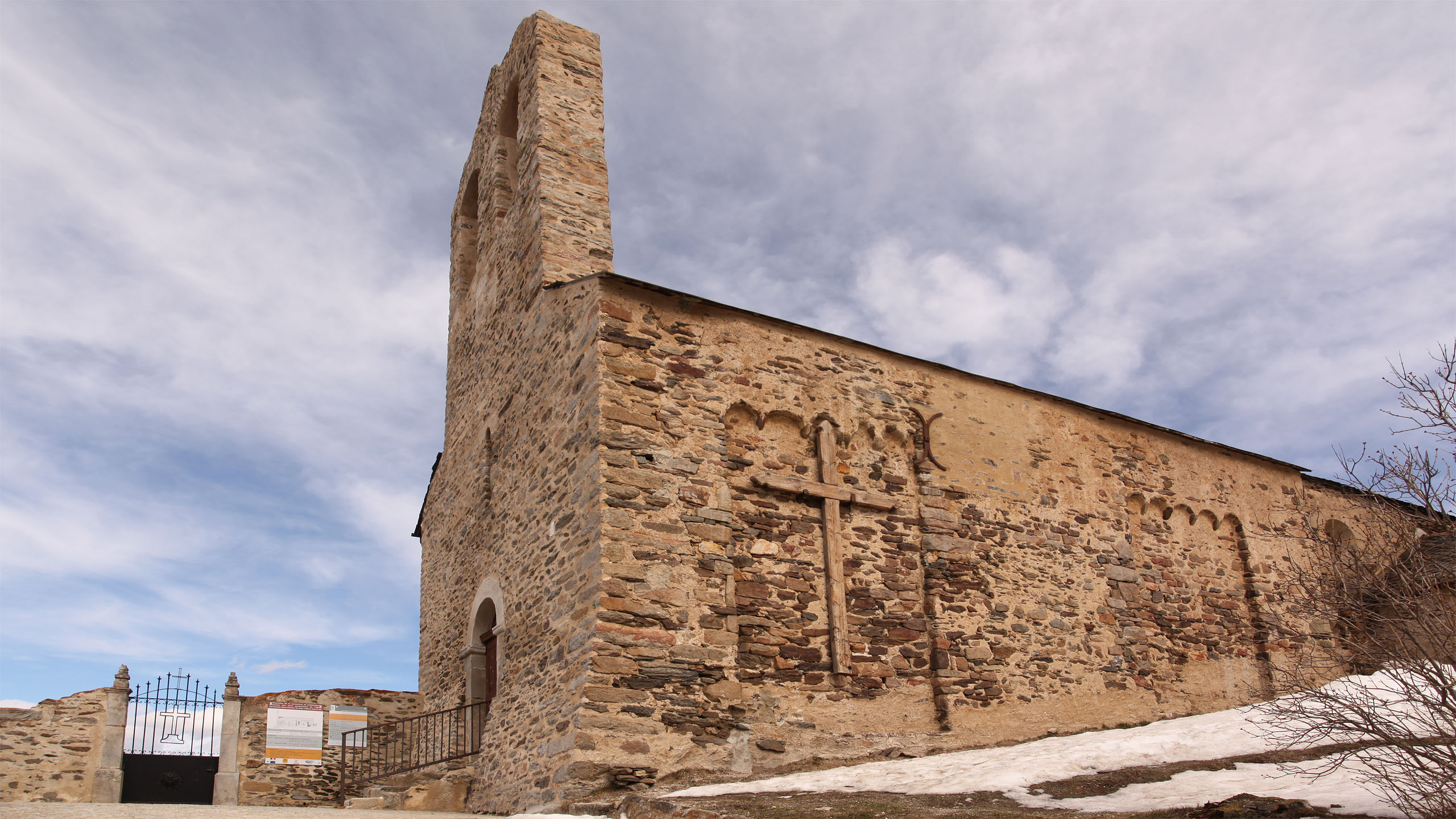
Le mur méridionnal